# تيموثي وانغ
تيموثي وانغ (بالإنجليزية: Timothy Wang)‏ هو لاعب تنس الطاولة أمريكي، ولد في 17 أغسطس 1991 في هيوستن في الولايات المتحدة.

## وصلات خارجية
- تيموثي وانغ على موقع أوليمبيديا (الإنجليزية)